# Dian Fossey
Dian Fossey (San Francisco, 16 januari 1932 – Volcanoes National Park (Rwanda), 26 december 1985) was een Amerikaanse etholoog en mammaloog die jarenlang gorillagroepen observeerde in de bergwouden van Rwanda. Haar werk is te vergelijken met dat van Jane Goodall met chimpansees. Bij het grote publiek werd Fossey bekend door de postume verfilming van haar boek Gorillas in the Mist.

## Levensloop
Fossey werd geboren in San Francisco. In 1954 haalde ze een graad als ergotherapeut aan het San José State College (tegenwoordig San José State University). Ze verhuisde naar Kentucky, waar ze in een ziekenhuis ging werken. In 1957 begon ze te denken over een reis naar Afrika. In 1963 had ze de financiële middelen bij elkaar. In Afrika zag ze haar eerste berggorilla (Gorilla beringei beringei).

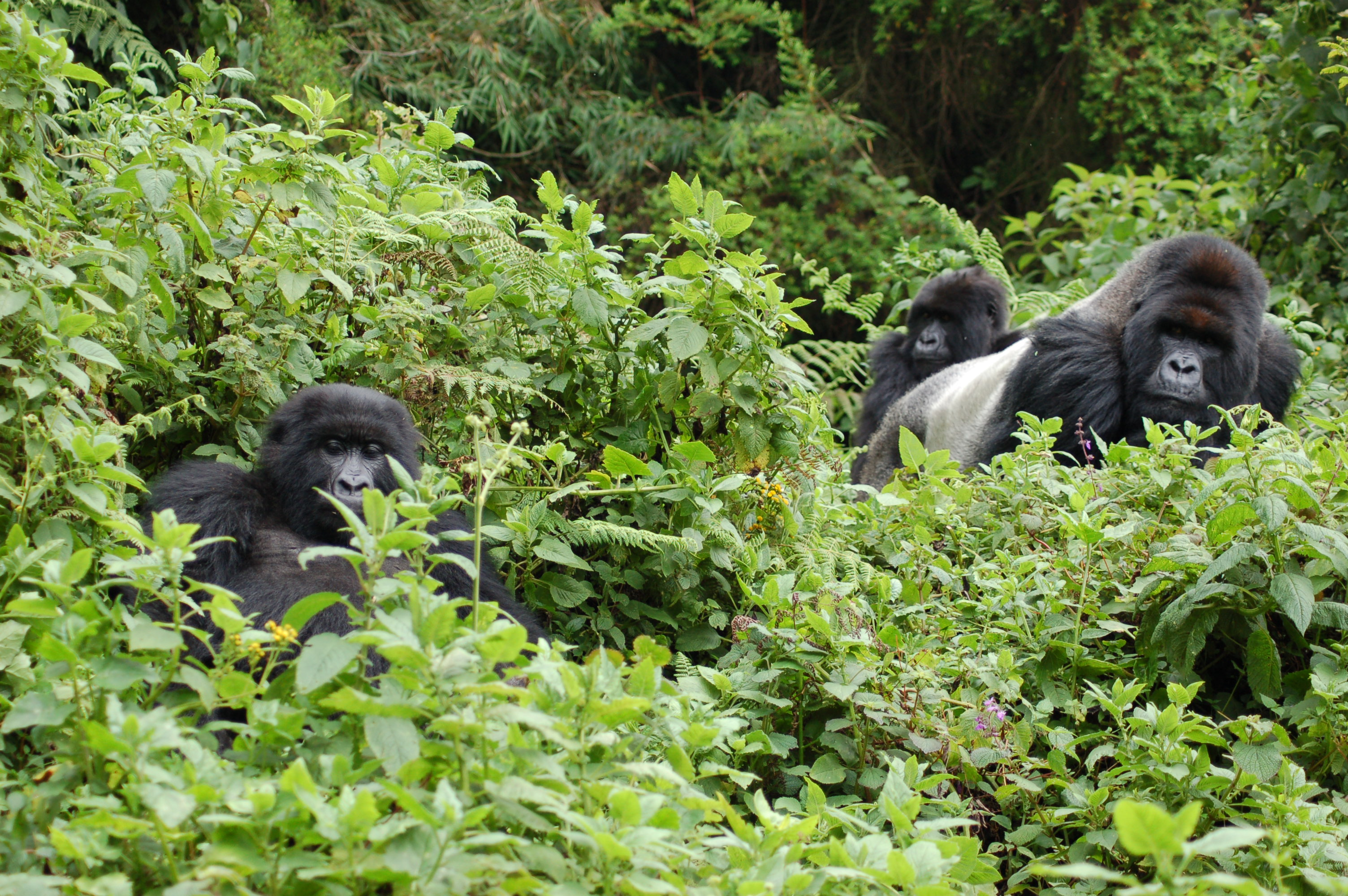
Een groep berggorilla's

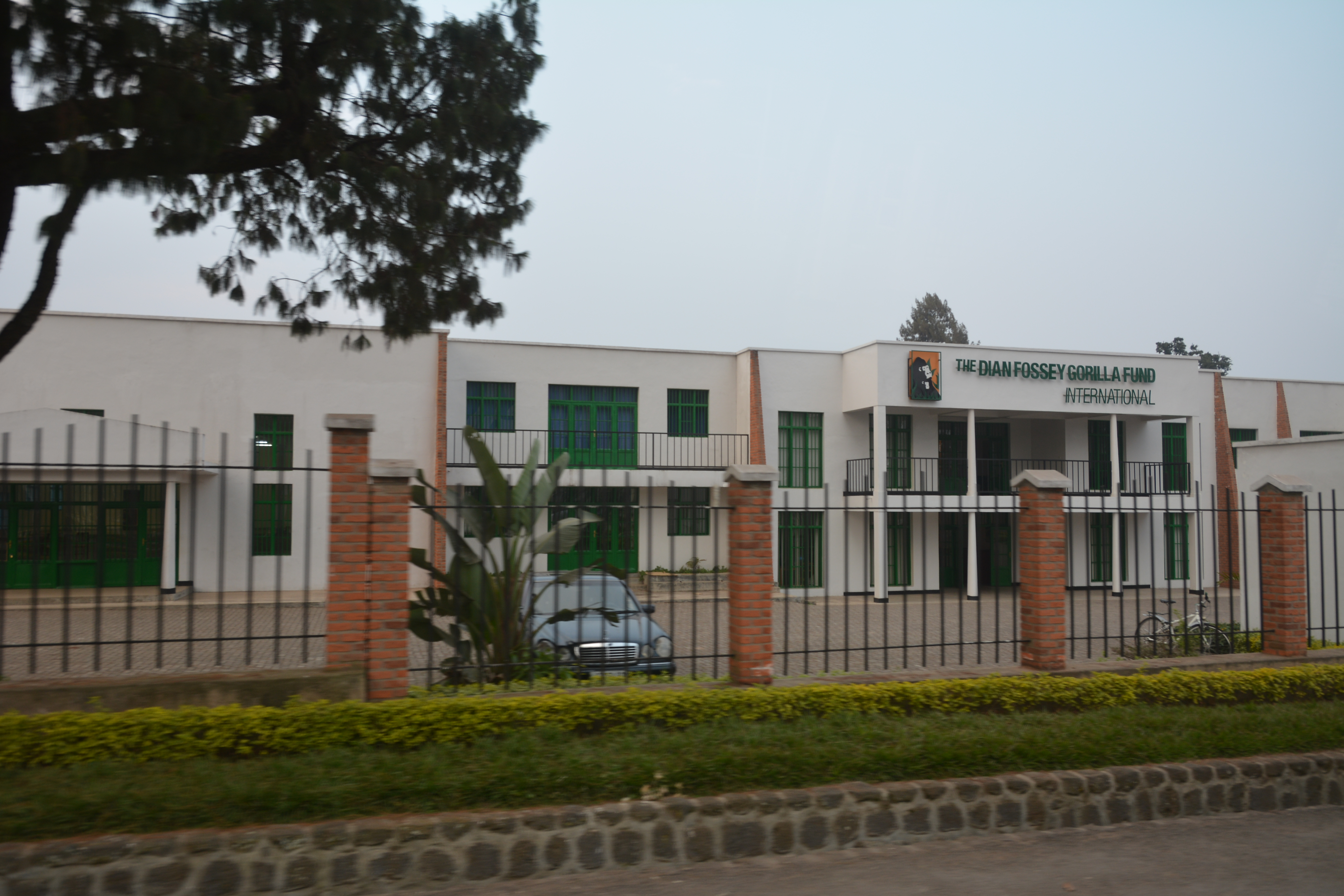
Hoofdzetel van The Dian Fossey Gorilla Fund International in Rwanda

Nadat Fossey in 1966 de paleontoloog Louis Leakey had ontmoet op een congres in de Verenigde Staten, richtte ze met zijn hulp in 1967 in Rwanda het Karisoke Research Center op. In opdracht van de National Geographic Society voerde ze een langdurige observatie van gorilla's uit. Dankzij haar geduld en uithoudingsvermogen werd ze ten slotte door de gorilla's geaccepteerd. Ze slaagde erin op film vast te leggen hoe de gorilla's haar aanraakten en met haar communiceerden. Door dagenlange observaties verkreeg Fossey nieuwe inzichten in de onderlinge verhoudingen en communicatiestructuren van gorilla's.
De plaatsing van het gorillaonderzoek in Rwanda vloeide voort uit haar ontsnapping uit Congo in 1967. Daar deed Fossey eerder haar gorillaonderzoek in het gebied van het nadien opgerichte nationaal park Kahuzi-Biéga, maar in het destijds politiek roerige Congo kwam ze twee weken gevangen te zitten onder Congolese soldaten, die haar mogelijk mishandelden. Vrijwel onmiddellijk na haar ontsnapping verplaatste ze haar onderzoek naar buurland Rwanda. Ze joeg daar een extreem wereld- en onderzoeksbeeld na. De bijna hermetisch met gorilla's levende Fossey begon obsessief de gorilla's tegen iedereen te beschermen. Ze hield onder meer Rwandese bewoners voor dat ze zwarte magie op hen toepaste, vernielde de strikken van de lokale bewoners, ontvoerde een aantal inwoners, sloeg ze en gebruikte traangas. In diezelfde tijd waren stropers actief in het gebied.
In vakkringen was Fossey bekend door haar documentaires en haar artikelen in het tijdschrift National Geographic. In 1974 promoveerde ze aan de Universiteit van Cambridge tot doctor in de zoölogie. Maar hoewel Fossey in haar carrière grote successen behaalde, was haar privéleven een tragedie. Ze liet zich steeds weer met getrouwde mannen in, die haar vervolgens weer in de steek lieten. Fossey leed onder haar eenzaamheid en had waarschijnlijk last van zware depressies. Ze hield zich op de been met alcohol en kalmeringsmiddelen.
Fossey werd in 1985 met ingeslagen schedel aangetroffen in haar hut in de Rwandese provincie Ruhengeri. Er zijn aanwijzingen dat haar moord was gepland door Protais Zigiranyirazo, de gouverneur van Ruhengeri, die later bekend werd door het opzetten van de doodseskaders die verantwoordelijk waren voor de dood van 800.000 Rwandezen in 1994.
Haar memoires getiteld Gorillas in the Mist (1983, Nederlandse vertaling Gorilla's in de mist) werden in 1988 verfilmd door de Britse regisseur Michael Apted onder de titel Gorillas in the Mist: The Story of Dian Fossey, met Sigourney Weaver als Fossey. De film is gebaseerd op Fosseys leven en werk in Afrika en behelst vooral een aanklacht tegen de stroperij. De geschreven memoires gaan echter gedetailleerder in op haar wetenschappelijke werk, met name haar observaties van de onderlinge verhoudingen en de gedragingen in de door haar gevolgde gorilla-families en het parasitologisch onderzoek. Een deel van de gebeurtenissen uit haar persoonlijke leven is eruit weggelaten, met name de verhouding die ze had met fotograaf Bob Campbell, die juist een belangrijk onderdeel van de plot van de film vormt.

## Publicatie
- Gorilla's in de mist (1983) ISBN 90-204-3721-6